# Kozlodui
Kozlodui (în bulgară Козлодуй) este un oraș în Obștina Kozlodui, Regiunea Vrața, Bulgaria. Este așezat pe malul sudic al Dunării, in apropiera graniței cu România. În localitate funcționează o centrală nucleară ce cuprinde 2 reactori cu o putere totală de 2000 MW. Orașul a fost locuit de români.

## Demografie
Componența etnică a orașului Kozlodui
     Romi (1,04%)
     Bulgari (83,97%)
     Nicio identificare (14,37%)
     Altele (1,03%)
La recensământul din 2011, populația orașului Kozlodui era de 13.058 locuitori. Din punct de vedere etnic, majoritatea locuitorilor (83,97%) erau bulgari, cu o minoritate de romi (1,04%). Pentru 14,37% din locuitori nu este cunoscută apartenența etnică.